# Giải mộng
Giải mộng là quá trình phân tích ý nghĩa của những giấc mơ. Ở nhiều xã hội cổ đại, như Ai Cập và Hy Lạp, giấc mơ đã được coi là một thông tin liên lạc siêu nhiên hay một phương tiện can thiệp của thần thánh, mà thông điệp của nó có thể được làm sáng tỏ bởi những người có quyền năng nhất định. Cổ nhân có nói: "Thần diệm mộng sinh, thần tỉnh mộng diệt", cho nên mộng là một loại công năng tác dụng của thần.
Các nhà siêu tâm lý học đều công nhận rằng mộng là tín hiệu tự nhiên của ESP (Extra Sensory Perception), và mọi người đều nằm mộng. Mộng có mấy hình thức, có thứ là ác mộng do tác động sinh lý và tác động tâm lý kích thích tâm thần mãnh liệt gây nên, khác với ESP. Cảnh mộng tương đối sâu có thể phát sinh cảm ứng điện tâm, được chỉ thị nào đó, sau khi tỉnh giấc vẫn có thể nhớ được. Mộng đã làm cho người ta cảm thấy thần kỳ và kinh sợ, vì mộng có thể cảnh cảo và chỉ dẫn trước cho chúng ta những điều hung cát. Thí dụ: Các nhà khoa học cho rằng, khi bạn nằm mộng thấy mình sắp sửa tham gia một cuộc thi mà chưa từng học hoặc chưa chuẩn bị, thường là biểu thị bạn đối với một số việc nào đó trong cuộc sống cảm thấy khó đối phó. Khi bạn nằm mộng thấy mình rơi xuống từ lưng trời, biểu thị bạn sẽ có tai họa. Ngược lại, nếu thấy bay bỗng trên không là biểu thị sắp có vận may đến.
Trong thời hiện đại, các trường phái tâm lý học khác nhau đã đưa ra những lý thuyết về ý nghĩa của những giấc mơ. Khi bạn tìm được phương pháp đoán mộng cho mình, tự mình có thể biết được vận thế ở thời gian gần nhất của bạn ra sao. Ít nhất bản thân bạn có thể có chuẩn bị về tâm lý. Có thể nói mộng là một vật báu vô giá vì nó có thể giúp bạn đoán trước được vận thế cát hung.